# Eubaphe pauper
Eubaphe pauper är en fjärilsart som beskrevs av William Schaus 1889. Eubaphe pauper ingår i släktet Eubaphe och familjen mätare. Inga underarter finns listade i Catalogue of Life.